# Элсуэрт (горы)
Э́лсуэрт, Элсуорт (англ. Ellsworth Mountains) — высочайшая горная система в Антарктиде. Наиболее крупные хребты — Сентинел и Херитидж. Массив Винсон в горах Сентинел (4892 м) — высочайшая вершина Антарктиды.
Горы Элсуэрт имеют протяжённость около 401 км и ширину 223 км. Сложены глинистыми сланцами, филлитами, песчаниками, кварцитами и конгломератами. Имеются месторождения каменного угля.
Горная система была открыта с воздуха в 1935 году американским исследователем Линкольном Элсуортом, в честь которого позднее получила название. В 1958—1966 годах тщательно исследована с воздуха Геологической службой США, причём были составлены детальные аэрокарты.